# Rob Bourdon
Robert Gregory Bourdon (rođen 20. siječnja, 1979.) je američki glazbenik, koji je trenutačni bubnjar te jedan od osnivača nu metal sastava Linkin Park.

## Rani život
Rob je rođen u Calabasasu, Kaliforniji gdje je odrastao s pripadnicima sastava Incubus i Hoobastank. Rob je na početku svirao klavir, ali je u četvrtom razredu osnovne škole nakon odgledanog Aerosmithovog koncerta prešao na bubnjeve. Njegova majka je hodala s Aerosmithovim bubnjarom Joey Kramerom, tako da je uvijek imao pristup u backstage i imao priliku vidjeti sve iz bliza. U njegovim ranim teen godinama, bio je u nekoliko sastava sa svojim prijateljima, pa tako i u sastavu "Relative Degree" s današnjim gitaristom Linkin Parka Bradom Delsonom. Sastav "Relative Degree" se raspao odmah nakon što su ispunili svoj cilj da napune famozni "Roxy Theatre". Bourdon, se preko Delsona upoznao s frontman-om budućeg sastava Linkin Park Mikeom Shinodom.

## Glazbena karijera
U albumima Hybrid Theory i Meteora, Bourdonov stil na bubnju je bio vrlo jednostavan, trebao je samo pratiti u ritmu zvuk sastava. Jedino je pjesma "Easier To Run" s Meteore zahtijevala složeniji pristup nego inače. U albumu Minutes To Midnight, Bourdonov je stil i dalje vrlo prepoznatljiv osim u pjesmi "The Little Things Give You Away" koja sadrži nešto kompleksniji dio. U živo, Bourdon prikazuje svoje umijeće igrajući se s pjesmom "Bleed It Out", kroz dugu solo bubanj dionicu.

## Privatni život
Joe Hahn, DJ Linkin Parka, je potvrdio Bourdonovu izjavu da je slobodan. Nakon što je prekinuo vezu s glumicom "Vanessom Lee Evigan" s kojom je bio od 2001. do 2007. Ranije je hodao i s glumicom "Shiri Appleby". Njegov 25. rođendan predstavljen je na jednoj od epizoda na iTunes-u. U siječnju 2004., na jednoj od epizoda LPTV-a moglo se vidjeti kako sastav slavi Robov dvadeseti rođendan. Krajem 2006., Linkin Parkov pjevač Chester Bennington je za Tattoo Stories izjavio kako njegovi prijatelji iz sastava Brad Delson i Rob nemaju niti jednu tetovažu iz vjerskih razloga. Naime, oboje su židovske vjere. Na LPTV-u nazvanom "North American tour" objavljenom u ožujku 2011. prikazano je kako na pozornici članovi sastava i obožavatelji u publici pjevaju Robu pjesmu "Sretan rođendan" povodom Bourdonovog 32. rođendana.

## Oprema

### Bubnjevi (Projekt Revolution kit)
Gretsch Drums USA Custom
 
(Diameter x Depth)

14X5 Snare Drum
  
10X8 High-Tom
 
12X9 Mid-Tom

16X13 Floor Tom
 
18X16 Floor Tom

22X18 Bass Drum

### Činele (Zildjian)
14" A-New Beat hi-hats
 
14" A-Custom Mastersound hi-hats [Changes between hi hats live]

10" A-Custom Splash

18" A-Custom Projection Crash
 
19" A-Custom Projection Crash
  
20" Oriental China "Trash"

21" A-Custom Projection Ride

14" ZXT Trashformer

### Ostalo
- Heads: Various Remo Heads
- Sticks: Vater]5B Hickory with wood tip/Splashstick
- Drum Workshop 5000 kick pedals
- Hardware: Gibraltar Hardware Rack System
- Freestanding Electric Drum Pads (Pintech)
- Triggers on snare (Ddrum)
- KD-7 Bass Drum Trigger Unit (Roland Corporation)
- DM5 Drum Module (Alesis)
- Footwear: Puma AG racing shoes
- Recording Software: Pro Tools]
- MultiDirector DI (Whirlwind)
- Headphone Mixer MH4 ([Rane Corp.)
- Crossover SAC22 (Rane)
- Bass Shaker (Aura)
- S6000 Sampler (Akai)
- MPC2000XL Sampler (Akai)
- M-1400I Power Amp (Mackie)
- PL Plus Power Conditioner (Furman)

## Vanjske poveznice
- Bourdon's official LPN page from LinkinPark.com  Arhivirana inačica izvorne stranice od 16. rujna 2008. (Wayback Machine)
- Zildjian Artist Profile  Arhivirana inačica izvorne stranice od 17. ožujka 2008. (Wayback Machine)
- Rob Bourdon Fansite